# Ито, Дайскэ
Дайскэ Ито (яп. 伊藤大輔 ито: дайсукэ, 13 октября 1898 — 19 июля 1981) — японский театральный и кинорежиссёр, сценарист и художник.

## Биография
Работал журналистом. В 1920—1922 годах писал сценарии. В 1924 году дебютировал как режиссёр («Дневник пьяницы»). Фильм «Меч правосудия» — первый в жанрах фильмов тямбара и дзидайгэки, которым режиссёр отдавал предпочтение всю свою карьеру. Лучшим фильмом Ито считается «Странствия Тюдзи», рассказывающий о герое народных преданий Тюдзи Кунисаде. Поставив канонический фильм «Тангэ Садзэн», об одноглазом и одноруком герое Тангэ Садзэне, создал персонажа, растиражированного японским кино и телевидением. Сняв последний фильм в 1970 году, ушёл из кино и сосредоточился на работе в театре.

## Избранная фильмография

### Режиссёр
- 1924 — Дневник пьяницы / Rutsubo no naka ni
- 1924 — / Nekketsu wo hisomete
- 1924 — Меч правосудия /
- 1925 — Дым / Kemuri
- 1926 — Солнце / Nichiren (по Нитирэну)
- 1927 — Странствия Тюдзи / Chuji Tabinikki Daisanbu Goyohen
- 1927 — Холоп /
- 1929 — Чудесный меч /
- 1929 — Меч, разящий людей и лошадей /
- 1930 — / Zoku ooka seidan
- 1931 — / Oatsurae Jirokichi goshi
- 1933 — / Tsukigata hanpeita
- 1934 — Тангэ Садзэн /
- 1941 — Перевал Орлиного Яйца /
- 1942 — / Kurama Tengu
- 1945 — / Tôkai suikoden
- 1948 — Король шахмат / Ôshô
- 1950 — / Harukanari haha no kuni
- 1950 — Отверженные: Боги и демоны / Re mizeraburu: kami to akuma
- 1951 — Паланкин в тумане (другое название «Внутренний дворцовый заговор») / Oboro kago
- 1951 — Пятеро из Эдо / Oedo go-nin otoko
- 1953 — Трон Будды / Shishi no za
- 1954 — История Сюнкин / Shunkin monogatari
- 1954 — / Banchô sara yashiki: Okiku to Harima
- 1955 — Жизнь женщины эпохи Мэйдзи / Meiji ichidai onna
- 1955 — Шея вассала / Gerô no kubi
- 1957 — / Itohan monogatari
- 1957 — Адский цветок / Jigoku bana
- 1958 — Бэнтэн Кодзо / Benten kozo
- 1959 — / Onna to kaizoku
- 1961 — Потомок бунтовщика (другое название «Заговорщик») / Hangyakuji
- 1962 — Игрок / Ôsho
- 1962 — / Genji Kurô sassôki: Hiken ageha no chô
- 1963 — Голова стоимостью в 10000 коку / Kono kubi ichimangoku
- 1965 — Князь Токугава Иэясу / Tokugawa Ieyasu
- 1968 — Гионский праздник / Gion matsuri
- 1970 — Падение Сёгуната / Bakumatsu

### Сценарист
- 1924 — / Shinjû jigokudani
- 1930 — / Zoku ooka seidan
- 1931 — / Oatsurae Jirokichi goshi
- 1933 — / Sakebu Ajia
- 1935 — Маки / Gubijinsô
- 1942 — / Kurama Tengu
- 1953 — Трон Будды / Shishi no za
- 1953 — / Tange Sazen
- 1954 — / Banchô sara yashiki: Okiku to Harima
- 1955 — Жизнь женщины эпохи Мэйдзи / Meiji ichidai onna
- 1955 — Шея вассала / Gerô no kubi
- 1957 — / Jigoku bana
- 1959 — / Onna to kaizoku
- 1959 — Кровная месть / Hakuôki
- 1961 — Потомок бунтовщика (Заговорщик) / Hangyakuji
- 1962 — Игрок / Ôsho
- 1963 — Месть актёра / Yukinojô henge
- 1963 — / Kono kubi ichimangoku
- 1965 — Затойчи и шахматный мастер / Zatoichi Jigoku tabi
- 1966 — Нимури Киёсиро 8: Меч спасший Эдо / Nemuri Kyoshiro 8: Burai-ken
- 1969 — Сломанный меч / Hiken yaburi
- 1970 — Падение Сёгуната / Bakumatsu
- 1971 — Миямото Мусаси: Мечи смерти (другое название «Бой до смерти») / Shinken shobu

### Художник
- 1955 — Окровавленное копьё на горе Фудзи / Chiyari Fuji

## Награды
- 1961 — приз «Голубая лента» как лучший режиссёр («Заговорщик»)